# اچ‌دی ۱۶۹۵۵
اچ‌دی ۱۶۹۵۵ یک ستاره است که در صورت فلکی برج حمل قرار دارد.